# Karin Storch
Karin Storch (* 19. November 1947 in Frankfurt am Main) ist eine deutsche Fernsehjournalistin.

## Leben
Ihre am 24. Juni 1967 gehaltene Abiturrede Erziehung zum Ungehorsam an der Elisabethenschule in Frankfurt am Main wurde 1968 mit der Theodor-Heuss-Medaille ausgezeichnet.
Während einer Veranstaltung der etablierten Prominenz in der Frankfurter Paulskirche am 12. Oktober 1968, die unter dem Motto stand: „Frauen in unserer Zeit – 50 Jahre Wahlrecht der Frauen“, beteiligte sie sich spontan an einer Demonstration beim Aktionsrat zur Befreiung der Frauen, indem sie vehement Indizien aufzählte, wie wenig Grund es gebe, sich auf den historischen Errungenschaften auszuruhen.
Von 1967 bis 1969 studierte sie Volkswirtschaft und Politik an der Johann Wolfgang Goethe-Universität in Frankfurt am Main. Dann wurde sie in die Lehrredaktion der Deutschen Journalistenschule München aufgenommen. Ab 1971 arbeitete sie für das Zweite Deutsche Fernsehen (ZDF). 1973 bis 1975 war sie als Journalistin in den Vereinigten Staaten, 1981 bis 1984 in Beirut/Libanon, wo sie Internationale Politik an der Amerikanischen Universität Beirut studierte und B.A. und M.A. mit Auszeichnung abschloss.
Karin Storch war vor allem als Auslandskorrespondentin bekannt.
Ihre Stationen:
- 1986–1995: Vereinigte Staaten
- 1996–1999: Brüssel
- 1999–2005: Rom
- 2005–2009: Tel Aviv-Jaffa

Seit 2009 ist Karin Storch im Ruhestand. Sie war bis zu seinem Tod mit dem ZDF-Journalisten Gerd Helbig (1939–2025) verheiratet. Die gemeinsame Tochter Muriel Helbig (* 1975) ist Präsidentin der TH Lübeck und seit 2020 Vizepräsidentin des DAAD.

## Veröffentlichungen
- Wege durch das deutsche Schullabyrinth. Thorbecke, München 1969, OCLC 264356728.
- Der zweite Bildungsweg Chance oder Illusion? Fischer, Frankfurt am Main 1974, ISBN 3-436-01709-4.
- Schritt zurück vom Abgrund. Die USA und die atomare Abrüstung. Fischer, Frankfurt am Main 1995, ISBN 3-596-12658-4.